# Исходно-разрешительная документация
Исхо́дно-разреши́тельная документа́ция (ИРД) — термин, используемый для обозначения документации, оформляемой в соответствии со статьями 45 — 51 Градостроительного кодекса РФ вплоть до получения разрешения на строительство (ст. 51 ГрКРФ), а также получение разрешения на ввод объекта в эксплуатацию (ст. 55 ГрКРФ). 
ИРД — документация, выдаваемая специальным органом власти или уполномоченной организацией за фиксированную плату (при необходимости) и в обязательном порядке (при условии соблюдения всех нормативных требований в отношении проектной и рабочей документации) в процессе проектирования и строительства Объекта, по запросу Застройщика (собственника или арендатора земельного участка), либо действующему в его интересах лицу.

## Применение
Как правило, получение ИРД, необходимой для строительства, реконструкции, технического перевооружения и капитального ремонта зданий и сооружений, происходит до начала проектирования, и осуществляется инвестором (застройщиком), правообладателем земли либо действующим в его интересах лицом, называемым техническим заказчиком. Деятельность технического заказчика носит название сопровождения проектов или, более полно, правового сопровождения строительства зданий и сооружений, признанных на основании законодательства РФ «капитальными».
В отличие от проектной документации, ИРД не является продуктом творчества проектировщика, а, следовательно, и предметом авторского права, выдаётся заявителю специальным органом власти или уполномоченной организацией за фиксированную плату и в обязательном порядке (при условии соблюдения всех нормативных требований).
Случаи, когда разрешение на строительство не требуется, закреплены в (п. 17 ст. 51 ГрКРФ).
Таким образом, можно получить следующее определение, для дальнейшего его использования в договорах на проектирование, строительный подряд, выполнение функций Заказчика-Застройщика:
ИРД:
1. Проект планировки и межевания территории (ППТ и ПМТ, разрабатывается на квартал или большую территориальную единицу), утвержденный уполномоченным ИОГВ (Администрацией муниципального образования, Управлением по градостроительству и архитектуре, Правительством субъекта РФ)
2. Технические условия на присоединение к сетям инженерного обеспечения ("ТУ"), Договор на присоединение (ликвидацию технологических ограничений), Условия присоединения ("УП")
3. Градостроительный план земельного участка (ГПЗУ)
4. Заключение государственной экспертизы проекта (на стадии «Проект», при особой сложности на стадии «Рабочий проект»)
5. Разрешение на строительство (РнС)
6. Заключение о соответствии проектируемого объекта построенному (ЗоС) (не выдается на руки Застройщику)
7. Разрешение на ввод объекта в эксплуатацию

## Основные документы ИРД
- Изменение разрешенного использования земельного участка
- Технические условия на присоединение к сетям инженерного обеспечения
- Проект планировки и межевания территории
- Градостроительный план земельного участка
- Заключение государственной экспертизы, а также негосударственной экспертизы на проект (на стадии «проектная документация»)
- Разрешение на строительство (Разрешение на строительство жилых домов заменено уведомлением о начале строительства и уведомлением об окончании строительства)
- Разрешение на ввод объекта в эксплуатацию

Для принятия решения о вводе объекта в эксплуатацию необходимы документы: 
1. Документы на земельный участок;
2. Градостроительный план земельного участка
3. Разрешение на строительство;
4. Акт приемки объекта капитального строительства (в случае осуществления строительства, реконструкции на основании договора);
5. Документ, подтверждающий соответствие объекта требованиям технических регламентов и подписанный лицом, осуществляющим строительство;
6. Документ, подтверждающий соответствие параметров объекта проектной документации
7. Документы, подтверждающие соответствие объекта техническим условиям
8. Схема, отображающая расположение построенного, реконструированного объекта капитального строительства, расположение сетей инженерно-технического обеспечения в границах земельного участка и планировочную организацию земельного участка
9. Заключение органа государственного строительного надзора (в случае, если предусмотрено осуществление государственного строительного надзора)
10. Документ, подтверждающий заключение договора обязательного страхования гражданской ответственности владельца опасного объекта за причинение вреда в результате аварии на опасном объекте
11. Акт приемки выполненных работ по сохранению объекта культурного наследия при проведении реставрации
12. Технический план объекта капитального строительства

Форма разрешения на ввод объекта в эксплуатацию устанавливается Минстроем РФ.
Исходно-разрешительная документация определяется, оформляется и регулируется Градостроительным кодексом Российской Федерации.